# 먼스도깨비쥐
먼스도깨비쥐(Saccostomus mearnsi)는 붉은숲쥐과에 속하는 설치류의 일종이다. 에티오피아와 케냐, 소말리아, 탄자니아 그리고 우간다에서 발견된다. 자연 서식지는 건조 사바나 지역과 아열대 또는 열대 기후 지역의 건조 관목 지대와 무더운 사막 지대, 농지이다.